# Leonard (Michigan)
Leonard – wieś w Stanach Zjednoczonych, w stanie Michigan, w hrabstwie Oakland.